# Francisco Imperial
Francisco Imperial (Siviglia, ... 1350? – 1409?) è stato un poeta spagnolo di origini genovesi.
Vissuto nella città di Siviglia, è riconosciuto soprattutto per aver introdotto e diffuso in Spagna durante il XIV secolo il modo di versificare italiano e le costruzioni allegoriche dantesche, seppure in maniera puramente imitatoria. Tutte le sue opere si trovano nel Cancionero de Baena.

## Vita
Le uniche notizie che si dispongono riguardo alla vita di Francisco Imperial sono quelle che appaiono nelle rubriche delle sue poesie nel Cancionero de Baena, in alcuni dati documentali e da ciò che può dedursi dal contenuto stesso delle sue opere.
Discendente di un'importante famiglia genovese, nacque probabilmente a Genova attorno al 1350 e visse per qualche tempo a Siviglia. In seguito alla morte dell'ammiraglio don Diego Hurtado de Mendoza nel luglio del 1404 e alla successione al trono di don Alfonso Enriquez nel 1405, Francisco Imperial fu luogotenente dell'ammiraglio di Castiglia tra queste due date.
Le ulteriori informazioni circa la vita di Francisco Imperial e della sua famiglia si trovano nel testamento di Pedro el Cruel, nel quale si allude a un Jaime Imperial che effettuava scambi commerciali a Siviglia durante la seconda metà del XIV secolo. Si pensa che questo Jaime Imperial fosse il padre del poeta. In un altro documento, si fa riferimento a un certo Francesco Imperiale di Domenico che appare in alcuni documenti genovesi tra il 1351 e il 1388.
Purtroppo questa mancanza di dati certi nella biografia  non ha impedito numerosi studiosi nel classificarlo come il capostipite della scuola allegorico-dantesca in Spagna e il primo poeta che inserisce nelle sue composizioni il verso endecasillabo italiano.

## Forme e temi delle poesie
Il principale merito di Francisco Imperial è quello di essere stato il primo poeta a far uso dell'endecasillabo italiano nei propri componimenti e di essere stato il principale sostenitore della scuola poetica allegorico-dantesca. Egli ha contribuito a diffondere il personaggio di Dante Alighieri e dei poeti italiani in Spagna, in particolar modo in Castiglia.
Sono stati espressi diversi giudizi sulla sua opera: è stato considerato sia come miglior poeta tra coloro che appaiono nel Cancionero de Baena, che come caposcuola autorevole, ma anche svilito a livello di semplice poeta incapace di intendere la Divina Commedia e di introdurre in Spagna una nuova tradizione letteraria. Possiamo però senza dubbio attribuire a Francisco Imperial il ruolo di mediatore tra la cultura italiana tardo medievale e quella castigliana dell'epoca dei primi Trastámara.
La sua produzione poetica consta di 18 componimenti ed è inserita nel Cancionero de Baena. Di queste poesie, alcune gli sono state chiaramente attribuite in base alle rubriche, mentre altre sono state identificate come probabili sue composizioni secondo il contenuto e lo stile, poiché erano sprovviste sia di una rubrica che di un commento da parte di Juan Alfonso de Baena.
La maggior parte della poesia di Imperial consiste di brevi dezires, in molti dei quali il soggetto principale è la dea della Fortuna. Egli introduce nella letteratura castigliana, oltre alla nuova idea della Fortuna, nuovi temi quali: il dramma dell'anima, una versione specifica del viaggio visionario nell'aldilà che in Castiglia fino ad allora non era mai stata proposta e una nuova versione del genere letterario della serranilla, all'interno del quale egli introduce la cortesia e l'erudizione.
Le sue prime composizioni appaiono in linea con la tradizione castigliana. È con la poesia El dezir a las syete virtudes che apre la corrente letteraria allegorico-dantesca. Questa è considerata la sua opera per eccellenza, un poema allegorico scritto in endecasillabo, nel quale imita e traduce alcuni passi del Purgatorio, del Paradiso e dell'Inferno della Divina Commedia. Il linguaggio di Imperial riflette il suo desiderio di estendere le frontiere nazionali; utilizza la lingua provenzale in un'intera strofa, e impiega parole ed espressioni della lingua catalana, italiana, inglese, araba, greca e latina. Si concede la licenza di inventare parole nuove mediante la fusione di elementi di due o più delle lingue sopra citate e utilizza parole che hanno più di un significato. Tutto ciò contribuisce a creare oscurità e sottigliezza nella poesia di Imperial.
Nonostante Francisco Imperial invochi l'autorità di Dante assai frequentemente,nei vari componimenti troviamo anche delle somiglianze con lo stile francese del Roman de la Rose, con il poeta italiano Guido Guinizelli nonché con Bartolemo de Bartoli. Un altro riferimento mai rilevato, ma non meno esplicito, al codice della lirica stilnovistica, è l'allusione di Imperial alla ballata di Guido Cavalcanti e alla ballata mezzana di Lapo Gianni.
Per quanto riguarda il sistema metrico, Francisco Imperial ha impiegato essenzialmente tre tipi di versi: l'otto sillabico, l'arte mayor e l'endecasillabo italiano. Solitamente si riconosce nel Dezir a las siete virtudes la prima imitazione spagnola dell'endecasillabo italiano, il cui uso è stato però individuato anche in altre poesie di Francisco Imperial. Per quanto concerne la rima, nelle 18 poesie Imperial utilizza solamente tre sistemi: ABABBCCB (in undici poesie), ABBAACCA (in cinque poesie) e ABBACCA (in due poesie).
Un'altra caratteristica di queste opere è la tecnica costante di relazionare distinti componimenti, vale a dire citare il verso di una poesia all'interno di un'altra.
Come scrittore didattico, il contributo che Francisco Imperial ha dato alla letteratura spagnola è stato singolare. Egli è stato senza dubbio riconosciuto come il miglior poeta tra i suoi contemporanei spagnoli non solo per aver dato inizio ad una nuova scuola di poesia o ad una nuova modalità di versificare, ma soprattutto per aver introdotto nuovi temi che fino ad allora non erano mai stati utilizzati, nuove tecniche che hanno reso la sua poesia oscura e sottile atte ad aumentare curiosità nel lettore. Inoltre, è  stato l'inspiratore dello studio dantesco in Spagna.

## Componimenti
I 18 dezires scritti e attribuiti a Francisco Imperial racchiusi nel Cancionero de Baena sono i seguenti:
- No ay braço tan luengo, que pueda
- O Ffortuna, çedo prive
- Señor maestro onrrado
- Non fue por cierto mi carrera vana
- Voluntat syn orden ffue e non sana
- Ante la muy alta corte
- Grant sonsiego e mansedubre
- Cativa muy triste, desaventurada
- Al dios de Amor el su alto inperio
- Enbiastes mandar que vos ver quisiesse.
- Por Guadalquivir arribando
- Abela, çibdat de grant fermosura
- En un fermoso vergel
- Yo me sso uno quel bivo
- En dos seteçientos e mas dos y tres.
- En muchos poetas ley
- Dezir a las syete virtudes
- Vuestra llaga, amigo, es incurable